# ビル・ハインツマン
サミュエル・ウィリアム・ハインツマン（Samuel William Hinzman、1936年10月24日 - 2012年2月5日）は、アメリカ合衆国の俳優、映画監督。『ナイト・オブ・ザ・リビングデッド』のゾンビ役として知られている。

## 来歴
1968年にジョージ・A・ロメロの『ナイト・オブ・ザ・リビングデッド』に出演し、作中で最初に登場するゾンビ役を演じた。撮影中、スタッフのゲイリー・ストリーナーが小道具に火を点けようとしたところ自分に燃え移ってしまい、ハインツマンが消火して彼の命を救っている。1999年には30周年を記念した『ナイト・オブ・ザ・リビングデッド 最終版』で再びゾンビ役を演じた。この他に『殺戮兵団ジェノサイダー』『Santa Claws』『Evil Ambitions』『The Drunken Dead Guy』に出演している。最後の出演作となった『River of Darkness』ではカート・アングル、ケビン・ナッシュ、シッド・ビシャスと共に主要キャストを務めた。
1987年に『The Majorettes』で監督デビューし、翌1988年には『フレッシュ・イーター ゾンビ群団』の監督を務めた。
2012年2月5日に癌で死去した。

## フィルモグラフィー
- ナイト・オブ・ザ・リビングデッド（1968年） - 出演（ゾンビ役）
- There's Always Vanilla（1971年） - 出演（バーの酔客役）
- ジョージ・A・ロメロ/悪魔の儀式（英語版）（1973年） - 出演（侵入者役）
- アミューズメント・パーク（1973年） - 撮影監督
- ザ・クレイジーズ/細菌兵器の恐怖（1973年） - 撮影監督、出演（感染者役）
- O.Jシンプソン（英語版）（1974年） - 撮影監督
- ナイトライダーズ（英語版）（1981年） - 出演 ※ノンクレジット
- The Majorettes（1987年） - 監督、編集、出演（サンダース役）
- フレッシュ・イーター ゾンビ群団（英語版）（1988年） - 監督、製作、脚本、編集、出演（フレッシュ・イーター役）
- 殺戮兵団ジェノサイダー（英語版）（1995年） - 出演（ブルーム博士役）
- Santa Claws（1996年） - 撮影監督、出演（監督役）
- Evil Ambitions（1996年） - 出演（マイルス神父役）
- The Drunken Dead Guy（2005年） - 出演（ゾンビ役）
- シャドウ（英語版）（2006年） - 出演（ゾンビ役）
- The Spookshow（2009年） - 出演（バーテンダー役）
- It Came from Trafalgar（2009年） - 出演（ゾンビ役）
- River of Darkness（2011年） - 出演（ハーヴェイ・ヒックス役）
- Mimesis: Night of the Living Dead（2011年） - 出演（ゾンビ役）